# Rödryggig vråk
Rödryggig vråk (Geranoaetus polyosoma) är en fågel i familjen hökar inom ordningen hökfåglar.

## Utseende
Rödryggig vråk är en stor vråk med rätt breda vingar och kort stjärt. Fjäderdräkten varierar, från rent vit till mörkgrå och roströd under, med grå eller roströd rygg. Karakteristiskt för alla dräkter är den vita stjärten med svart nära stjärtspetsen. Ungfåglar är lättare att förväxla med andra arter, vanligen mörkbruna ovan och beigefärgade under, med varierande mäng mörka längsgående streck. Vissa ungfåglar är dock helt mörkbruna. Svartbröstad vråk är större och mer bredvingad, med mörkare ungfåglar än de flesta rödryggiga vråkar.

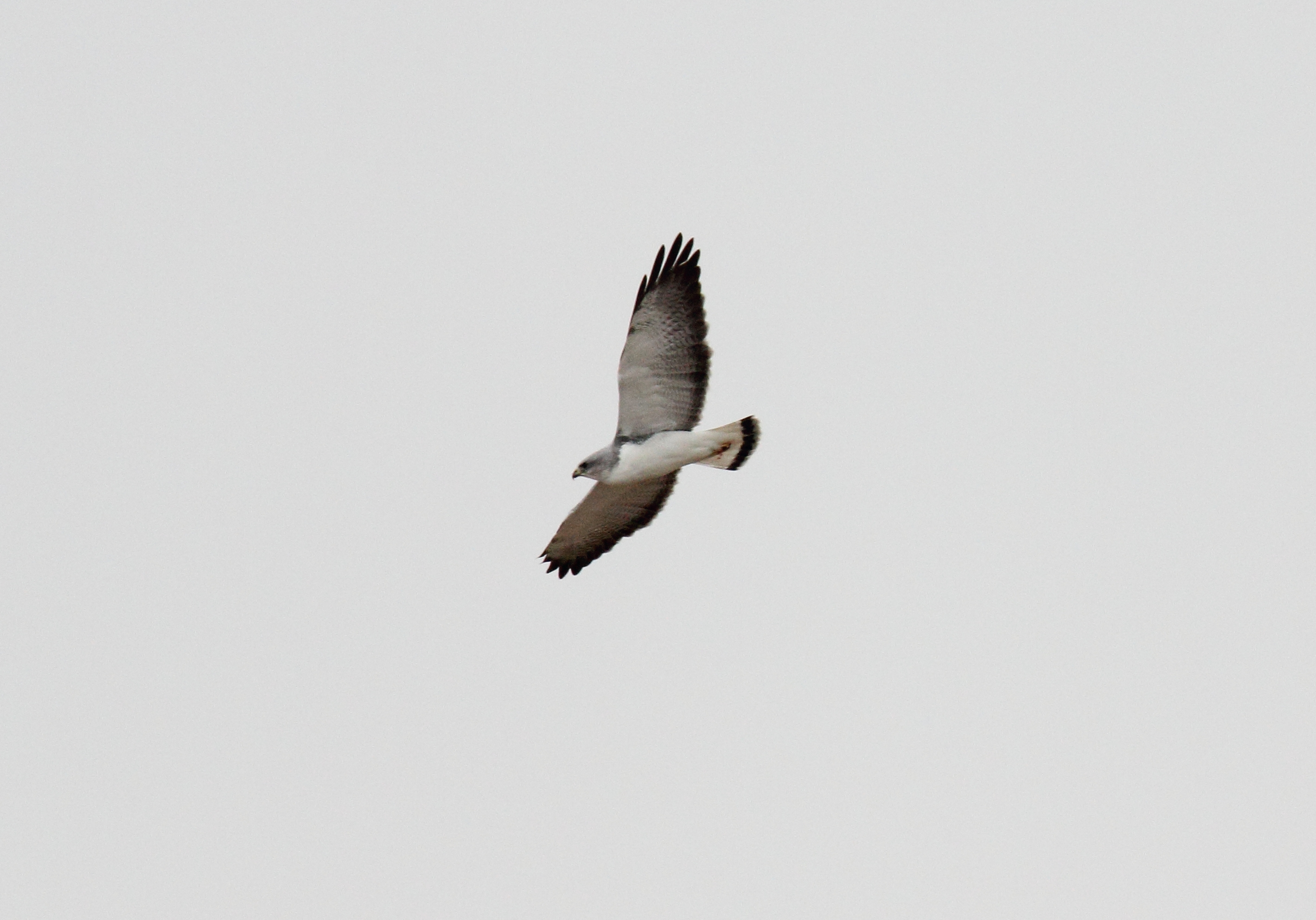

## Utbredning och systematik
Rödryggig vråk förekommer i Anderna i Sydamerika samt i en isolerad population på Juan Fernández-öarna utanför Chile. Dess inre systematik är mycket omstridd. Listan nedan med fyra underarter följer International Ornithological Congress:
- Geranoaetus polyosoma polyosoma – förekommer i Anderna från västra Colombia till Eldslandet och Falklandsöarna
- Geranoaetus polyosoma exsul – förekommer på Juan Fernández-öarna (utanför Chile)
- Geranoaetus polyosoma poecilochrous – förekommer i Anderna från södra Colombia till södra Ecuador
- Geranoaetus polyosoma fjeldsai – förekommer i Anderna från norra Peru till nordvästra Argentina

### Släktestillhörighet
Fågeln placerades tidigare i släktet Buteo, men genetiska studier visar att den bör placeras i Geranoaetus.

## Levnadssätt
Rödryggig vråk hittas från havsnivån upp till 4500 meters höjd i Anderna. Den ses vanligen i öppen jordbruksmark, öknar eller páramo, men har också setts flyga över beskogade områden.

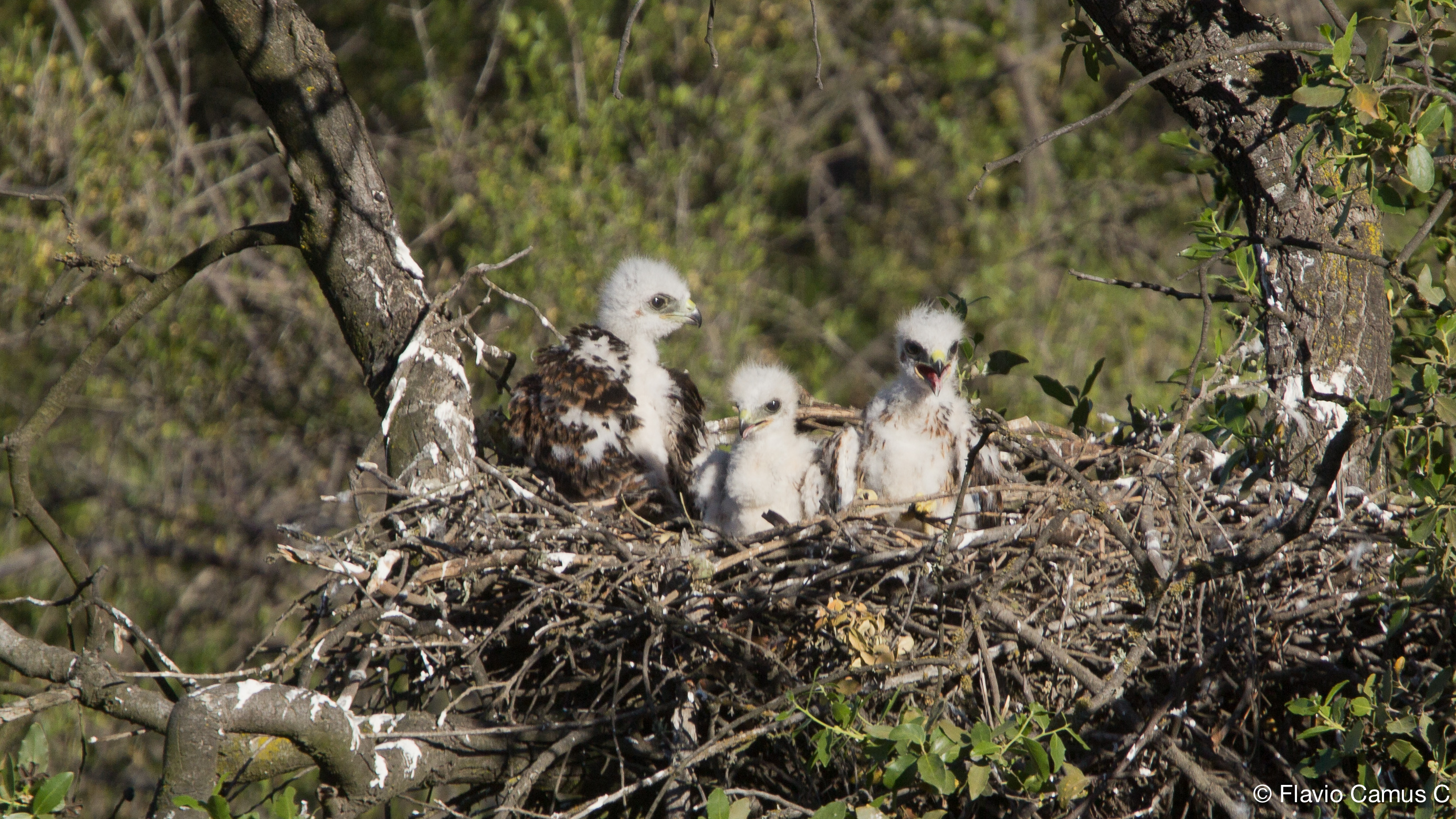

## Status
Arten har ett stort utbredningsområde och beståndet anses vara stabilt. Internationella naturvårdsunionen IUCN listar den därför som livskraftig (LC).